# Codognè
Codognè är en ort och kommun i provinsen Treviso i regionen Veneto i Italien. Kommunen hade 5 327 invånare (2018).